# Alveopora ocellata
Alveopora ocellata là một loài san hô trong họ Poritidae. Loài này được Wells mô tả khoa học năm 1954.